# Eugenia Gapchinska
Eugenia Haptchynska, née à Kharkiv le 15 novembre 1974, est une peintre ukrainienne. Les prix auxquels sont vendues ses œuvres sont parmi les plus élevés des artistes ukrainiens contemporains.

## Biographie
Eugenia Haptchynska est née le 15 novembre 1974 à Kharkiv. Elle est le cinquième enfant de la famille. À l'âge de cinq ans, elle allait à l'école. À l'âge de 13 ans, elle est devenue une étudiante du Kharkiv Art College. Diplômée de l'Institut des Arts Industriels de Kharkiv, Eugenia Haptchynska fait son stage à l'Académie des beaux-arts de Nuremberg (Allemagne). En 2000, Eugenia avec son mari s'installent à Kiev. Elle a débuté comme peintre et organisateur des Expos en 2002. Eugenia se nomme le bourreaux de travail fou, et chaque année fait une demi-douzaine d'expositions nouvelles en Ukraine, Russie, France, Belgique, Angleterre, Pays-Bas, etc. Eugenia Haptchynska possède ses propres galeries en Ukraine et en Russie.

## Créativité
Eugenia Haptchynska, après onze années d'éducation artistique, après quelques années d'errance, a commencé à partir de zéro.

En 2001 elle commence à peindre ses «petits hommes» qui l'a rendu si populaire. Outre des peintures et illustrations de livres, Haptchynska est créatrice de sacs à main, t-shirts, oreillers, timbres, jouets et de vaisselle. Elle n'avait que la confiance en soi et en ses «petits hommes».

« Je comprends que pour le spectateur, visuellement, ils sont tous les mêmes : un nez rose et des joues roses. Mais pour moi, chacun a son caractère : l'un aime, l'autre est triste ou veut faire du mal. Pour moi ils sont tous différents. Je les ressens profondément. »

Traditionnellement, les personnages qui figurent sur les tableaux d'Eugenia Haptchynska, sont les enfants petits et drôles. Ils ressemblent aux personnages de dessins animés ou des contes de fées. Parfois, ils sont semblables à nous-mêmes. Les "petits hommes" dans la joie et la bonne humeur sont très touchants. La vision optimiste des choses donne de l'énergie et de la gaieté. D'une façon ou d'une autre, les images provoquent des sensations vraiment agréables et ne laissent personne indifférent. Même les sceptiques.

## Succès de Haptchynska
Haptchynska s'appelle soi-même « le fournisseur de bonheur numéro 1 en Ukraine ».
La réussite n'est pas venue d'un seul coup. Il y avait de grands risques. Au début de son parcours artistique, elle a exposé dans les restaurants et les salons de coiffure, croyant que si le tableau est beau, les gens le remarqueront. Elle en est convaincue : qui risque et qui ne s'arrête pas d'agir, gagne. Vous pouvez essayer une centaine de fois et seulement la cent-unième tentative vous apportera le succès. La clé du succès, c'est de travailler dur.
Aujourd'hui, ses tableaux se vendent le plus cher parmi les artistes contemporains d'Ukraine.

## Bonheur. La marque de fabrique
Eugenia Haptchynska a fait du "bonheur" sa marque de fabrique. Les musées ainsi que les collectionneurs privés et amateurs d'art achètent volontairement des tableaux de la « fournisseur de bonheur numéro 1 ». Parmi ceux qui peuvent s'offrir un tel bonheur, citons : Luciano Pavarotti et Andriy Chevtchenko, Sofia Rotaru et Anastasia Volotchkova, John Malkovich et Nikita Mikhalkov, Dmytro Koliadenko et Maria Burmaka, etc. Les tableaux de Haptchynska sont vraiment gais et lumineux. Ses œuvres également illustrent des livres pour enfants. Haptchynska possède ses propres galeries à Kiev, Odessa, Dnipro et Moscou. Elle participe à plusieurs projets consacrés à la mode et l'art... Tout le monde veut goûter au bonheur dans sa vie.

## Droit d'auteur
Grâce à la grande popularité de Haptchynska, il existe de nombreuses contrefaçons. Elles ont été trouvées à Moscou, Budapest, Kiev, Odessa et en République tchèque. En particulier, à Odessa, un fragment de tableau de Haptchynska a été trouvé dans la ville comme une publicité pour une boutique. Eugenia Haptchynska a d'abord fait beaucoup d'efforts pour répondre aux violations des droits d'auteur, aujourd'hui - pas plus[Quoi ?]. Pour ceux qui aiment ses œuvres et ne veulent pas commander de tableau "au style Haptchynska", il existe trois galeries en Ukraine (Kiev, Dnipro, Kharkiv) et une à Moscou.